# Arne Hassink
Arne Hassink (Neede, 12 augustus 1984) is een Nederlands voormalig professioneel wielrenner. Hij is een zoon van Arie Hassink.

## Belangrijkste overwinningen
2008
- Dorpenomloop Rucphen

2011
- Arno Wallaard Memorial